# Euprosopia robusta
Euprosopia robusta är en tvåvingeart som beskrevs av Meijere 1916. Euprosopia robusta ingår i släktet Euprosopia och familjen bredmunsflugor. Inga underarter finns listade i Catalogue of Life.